# Episodi di American Dad! (dodicesima stagione)
La dodicesima stagione di American Dad è andata in onda negli Stati Uniti dal 20 ottobre 2014 al 1º giugno 2015 su TBS.
In Italia è stata trasmessa in prima visione assoluta dal 15 al 31 luglio 2015 su Italia 1, saltando due episodi (il settimo e il decimo della stagione). I due episodi saltati sono stati trasmessi il 24 gennaio 2016 in terza serata sempre su Italia 1. 
 Dall'11 agosto 2021 è disponibile alla visione sulla piattaforma Disney+ con tutta la pubblicazione della dodicesima stagione.
| N° | Codice di produzione | Titolo italiano                       | Titolo originale                      | Prima TV USA     | Prima TV Italia |
| -- | -------------------- | ------------------------------------- | ------------------------------------- | ---------------- | --------------- |
| 1  | 9AJN01               | Ambizione bionda                      | Blonde Ambition                       | 20 ottobre 2014  | 15 luglio 2015  |
| 2  | 9AJN02               | Scacco al re                          | CIAPOW                                | 27 ottobre 2014  | 16 luglio 2015  |
| 3  | 9AJN05               | Pugni e puzze                         | Scents and Sensei-bility              | 3 novembre 2014  | 17 luglio 2015  |
| 4  | 9AJN04               | Stan torna al college                 | Big Stan on Campus                    | 10 novembre 2014 | 20 luglio 2015  |
| 5  | 9AJN06               | Il segreto di Francine                | Now and Gwen                          | 17 novembre 2014 | 21 luglio 2015  |
| 6  | 9AJN08               | L'incubo del Natale presente          | Dreaming of a White Porsche Christmas | 1º dicembre 2014 | 22 luglio 2015  |
| 7  | 9AJN11               | LGBSteve                              | LGBSteve                              | 23 febbraio 2015 | 24 gennaio 2016 |
| 8  | 9AJN07               | Non dirlo alla mamma                  | Morning Mimosa                        | 2 marzo 2015     | 23 luglio 2015  |
| 9  | 9AJN03               | My Affair Lady                        | My Affair Lady                        | 9 marzo 2015     | 24 luglio 2015  |
| 10 | 9AJN09               | È rinata una stella                   | A Star is Reborn                      | 16 marzo 2015    | 24 gennaio 2016 |
| 11 | 9AJN10               | Manhattan Magical Murder Mystery Tour | Manhattan Magical Murder Mystery Tour | 23 marzo 2015    | 27 luglio 2015  |
| 12 | 9AJN12               | Lo strizzacervelli                    | The Shrink                            | 30 marzo 2015    | 28 luglio 2015  |
| 13 | 9AJN13               | Porca miseria, è tornato Jeff!        | Holy Shit, Jeff's Back!               | 18 maggio 2015   | 29 luglio 2015  |
| 14 | 9AJN14               | American Fung                         | American Fung                         | 25 maggio 2015   | 31 luglio 2015  |
| 15 | 9AJN15               | Un SMS di troppo                      | Seizures Suit Stanny                  | 1º giugno 2015   | 30 luglio 2015  |

## Ambizione bionda
- Sceneggiatura: Wayne Dublin, Carlo Hart, Evan Sandman

- Regia: Rodney Clouden

Hayley decide di diventare bionda quando si accorge che i suoi sforzi per salvare il pianeta passano inosservati. Stan e Steve sono alla ricerca di una nuova casa per la famiglia.

## Scacco al re
- Sceneggiatura: Joe Chandler, Nic Wegener
- Regia: Jansen Yee

Stan è determinato a provare che gli esseri umani sono migliori dei robot e avere la meglio su Bullock, che ha mandato un drone a compiere una missione al posto suo.

## Pugni e puzze
- Sceneggiatura: Wayne Dublin, Carlo Hart, Evan Sandman
- Regia: Tim Parsons, Jennifer Graves

L'amicizia tra Steve e Snot viene messa alla prova quando i due decidono di iniziare a prendere lezioni di karate.

## Stan torna al college
- Sceneggiatura: Brian Boyle
- Regia: Pam Cooke, Valerie Fletcher

Rimasto senza lavoro, Stan viene assunto come guardia di sicurezza in un campus universitario. Intanto, Roger tenta di guadagnare qualcosa in più per la famiglia.

## Il segreto di Francine
- Sceneggiatura: Rachael Bogart, Emily Wood
- Regia: Chris Bennet

Gwen, la turbolenta sorella di Francine decide di fare una visita alla famiglia. Il suo arrivo spinge Francine a rivelare un doloroso segreto del passato.

## L'incubo del Natale presente
- Sceneggiatura: Brian Boyle
- Regia: Shawn Murray

Stanco delle sue responsabilità quotidiane, Stan desidera per Natale la possibilità di vivere la vita del Preside Lewis.

## LGBSteve
- Sceneggiatura: Erik Richter
- Regia: Joe Daniello

Hayley vorrebbe far parte di un team di pattinaggio ma potrà far parte del gruppo solo se sua "sorella" Steve verrà inclusa nella squadra. Stan e Francine intanto ingaggiano un operaio tuttofare per dare una sistemata al giardino.

## Non dirlo alla mamma
- Sceneggiatura: Ali Waller
- Regia: Josue Cervantes

Francine rifiuta di continuare a cucinare per Steve ma ben presto quest'ultimo diventa uno chef provetto richiesto come ospite in un noto show televisivo. Stan intanto, è convinto di diventare invisibile ogni volta che schiocca le dita.

## My Affair Lady
- Sceneggiatura: Teresa Hsiao
- Regia: Joe Daniello

Hayley si innamora di un collega e sta considerando l'idea di avere una tresca con lui. Francine e Steve intanto si recano a un ballo madre-figlio e Stan decide di autoinvitarsi.

## È rinata una stella
- Sceneggiatura: Brett Cawley, Robert Maitia
- Regia: Rodney Clouden

Stan è convinto di essere la reincarnazione di una celebrità di Hollywood dopo aver incontrato la moglie del defunto a Los Angeles.

## Manhattan Magical Murder Mystery Tour
- Sceneggiatura: Kirk Rudell
- Regia: Jansen Yee

Gli Smith si recano a New York quando Francine viene nominata ad un premio letterario. Stan e Hayley trascorrono la giornata con Robert Wuhl.

## Lo strizzacervelli
- Sceneggiatura: Brett Cawley, Robert Maitia
- Regia: Pam Cooke, Valerie Fletcher

Stan è testimone di un tragico incidente e consulta lo psicologo della CIA che gli consiglia di trovarsi un hobby per distrarsi. Decide così di usare un raggio miniaturizzante per vivere in un mondo in miniatura dove niente di male può succedere. Roger e Klaus intanto stanno studiando per diventare esperti di vini di fama mondiale.

## Porca miseria, è tornato Jeff!
- Sceneggiatura: Joe Chandler, Nic Wegener
- Regia: Tim Parsons, Jennifer Graves

Dopo essere stato rapito dagli alieni, Jeff Fischer riesce a scappare e a ritornare a casa. Nel frattempo Steve si occupa del criceto di Snot.

## American Fung
- Sceneggiatura: Greg Cohen
- Regia: Chris Bennet

Stan fa interdire Francine chiudendola in un istituto mentale per nascondere il fatto che lui, ancora una volta, ha dimenticato il loro anniversario di matrimonio.

## Un SMS di troppo
- Sceneggiatura: Erik Durbin
- Regia: Josue Cervantes

1. ↑   Le uscite della settimana su Disney+: American Dad su Star | Stagioni 11-15 | Novità, su facebook.com, 9 agosto 2021. URL consultato il 12 agosto 2021.

A Stan vengono prescritti dei farmaci contro crisi epilettiche dopo che lui mente al suo medico dichiarando di aver sofferto una crisi mentre era al volante, quando in realtà stava mandando un messaggio mentre stava guidando. Gli effetti collaterali non tardano a manifestarsi...